# صحى
صحى هي قرية صغيرة تقع في الجنوب الغربي من منطقة حائل ويستوطنها قبيلة الشريهة من شمر وتقع على بعد 55 كيلومتر من منطقة حائل بين طريقي المدينة المنورة وطريق تبوك وهي قرية وسط جبال أجا.